# Dorkowa Skała
Dorkowa Skała – wychodnia skalna w południowej części Beskidu Śląskiego.

## Opis skały
Dorkowa Skała znajduje się na grzbiecie biegnącym od przełęczy Kubalonka do Karolówki. Znajduje się tuż pod szczytem wyższego (północno-zachodniego) wierzchołka Szarculi.
Wychodnia ma postać mocno zerodowanej, dość szerokiej, nieforemnej ambony skalnej kilkumetrowej wysokości, o wygładzonych ścianach, z głęboką niszą u podnóża. Zbudowana jest z grubych ławic gruboziarnistych, zlepieńcowatych piaskowców kwarcowo-skaleniowych pochodzących z kredy i należących do warstw istebniańskich, o charakterystycznej rdzawej barwie na zwietrzałych powierzchniach (tzw. piaskowce istebniańskie).
Nazwa, znana od dawna wśród mieszkańców Istebnej, pochodzi prawdopodobnie – tak, jak i nazwa lasu na południowych stokach Szarculi – od imienia żeńskiego Dorota (Dora, Dorka). Wiąże się ze starą legendą o córce miejscowego baczy, która miała tu zginąć, walcząc z pasterzami słowackimi o tereny wypasowe.
Zarządzeniem Prezydium Wojewódzkiej Rady Narodowej w Katowicach (Dziennik Urzędowy WRN nr 7 z dn. 28 listopada 1958 r., poz. 33) Dorkowa Skała została uznana za zabytek przyrody. Leży w granicach Parku Krajobrazowego Beskidu Śląskiego.

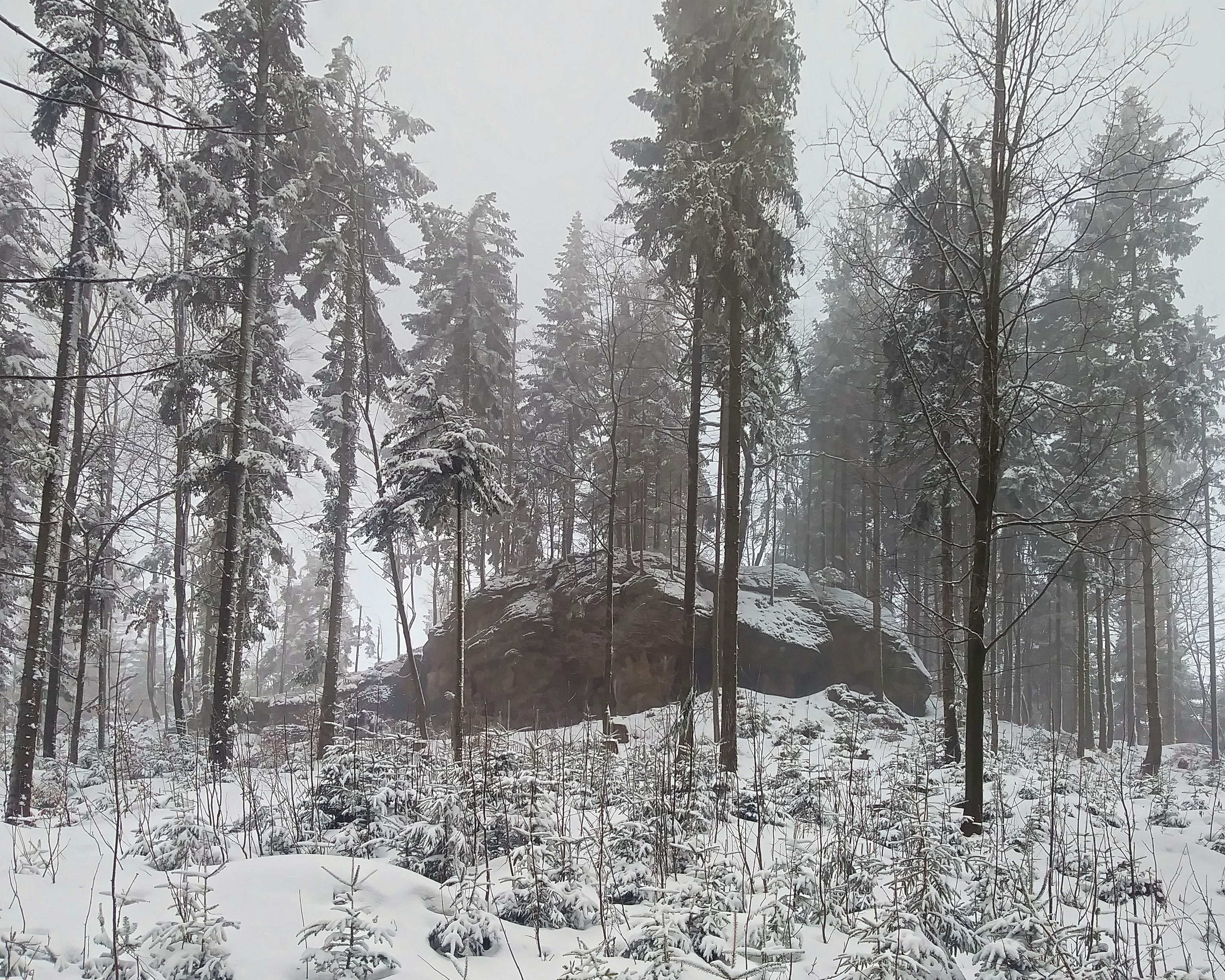
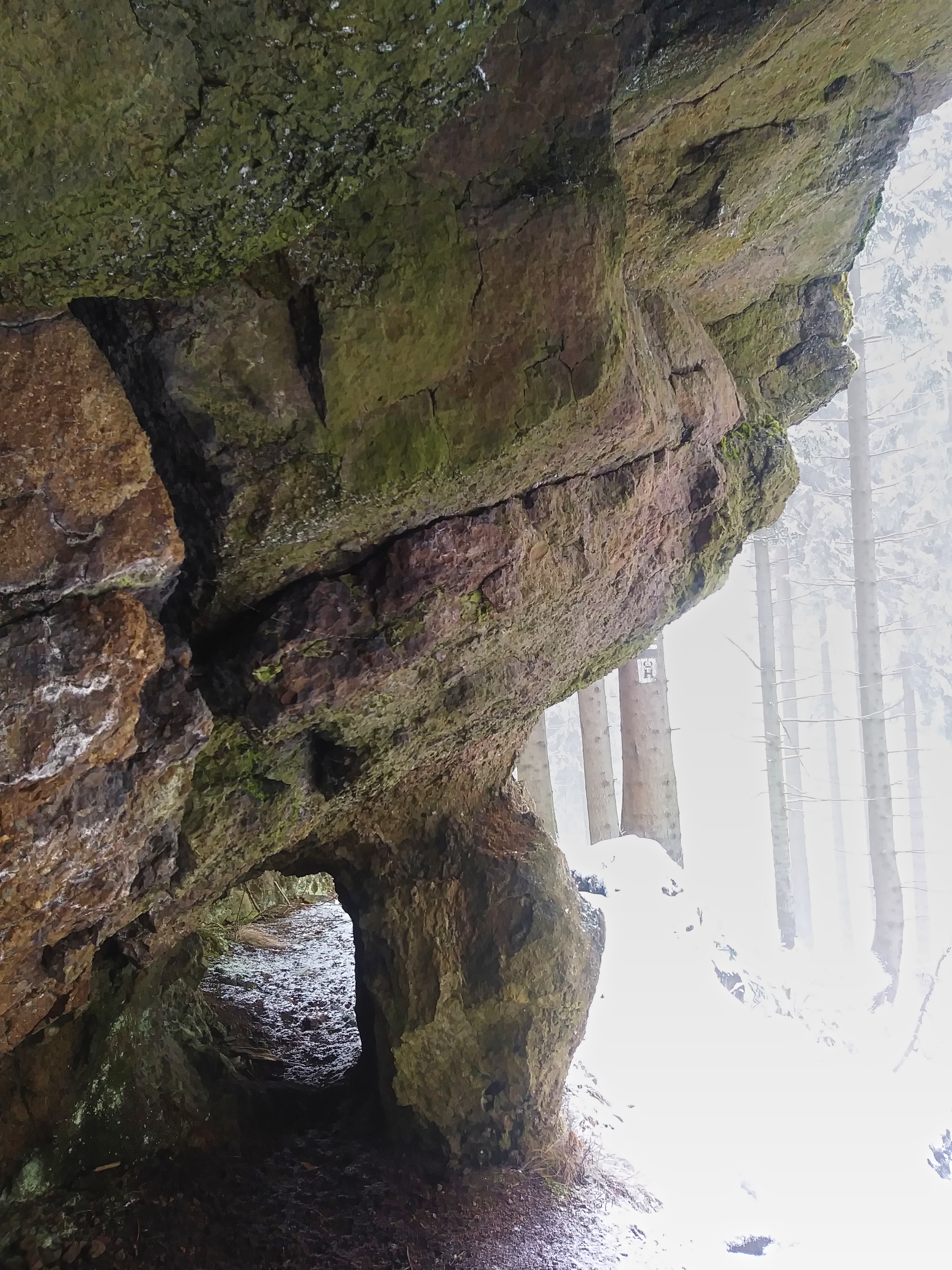
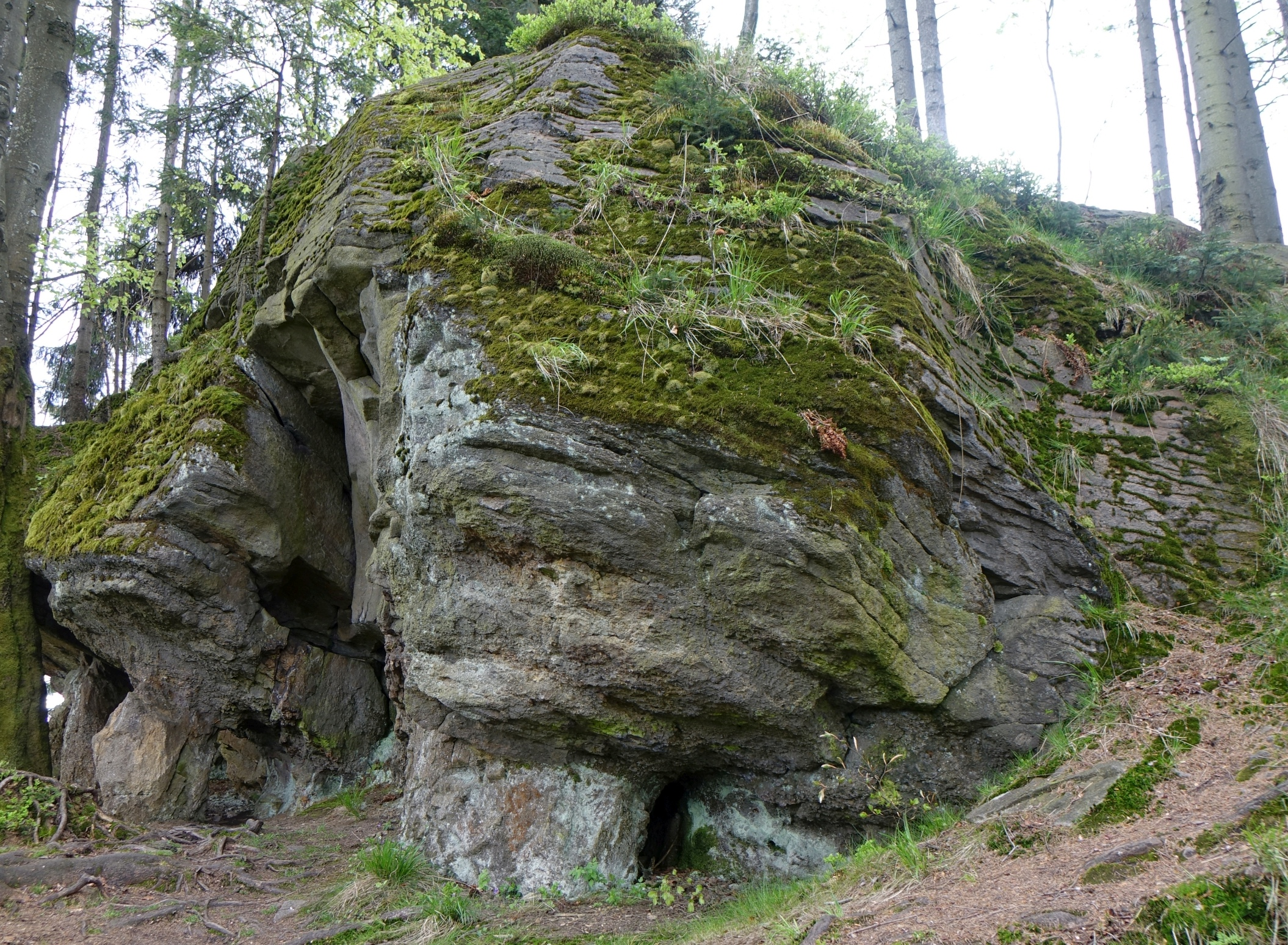
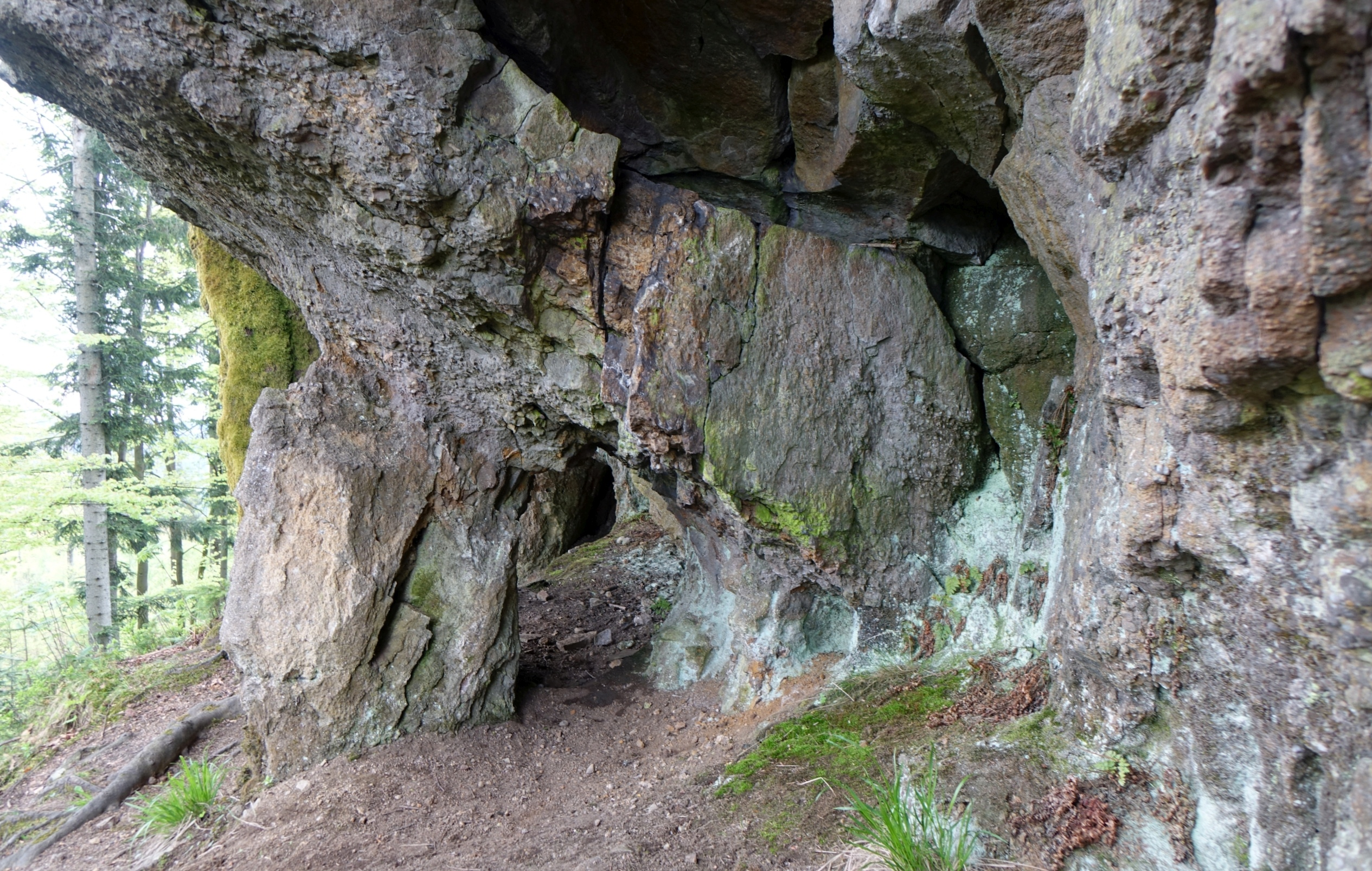
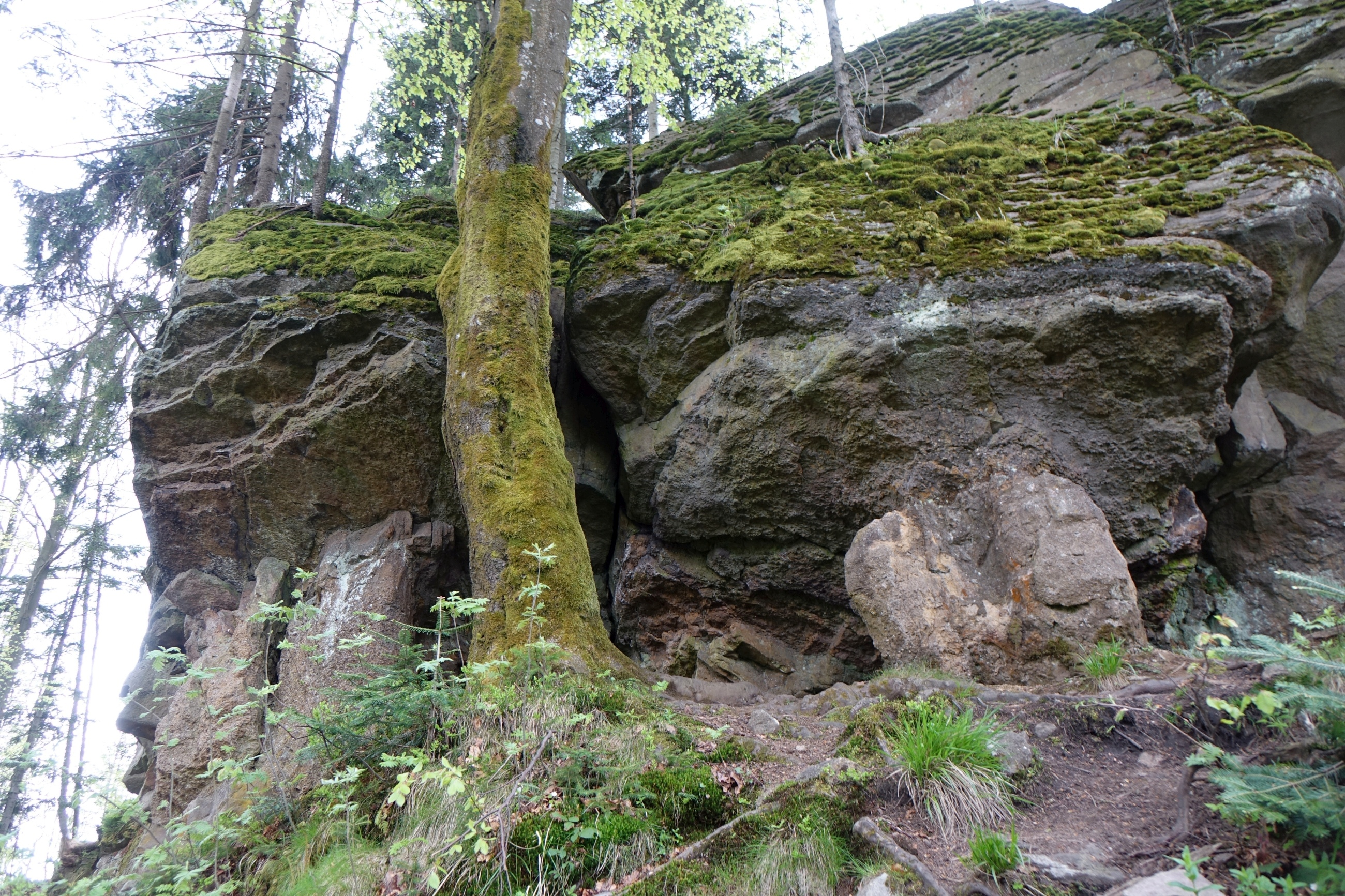
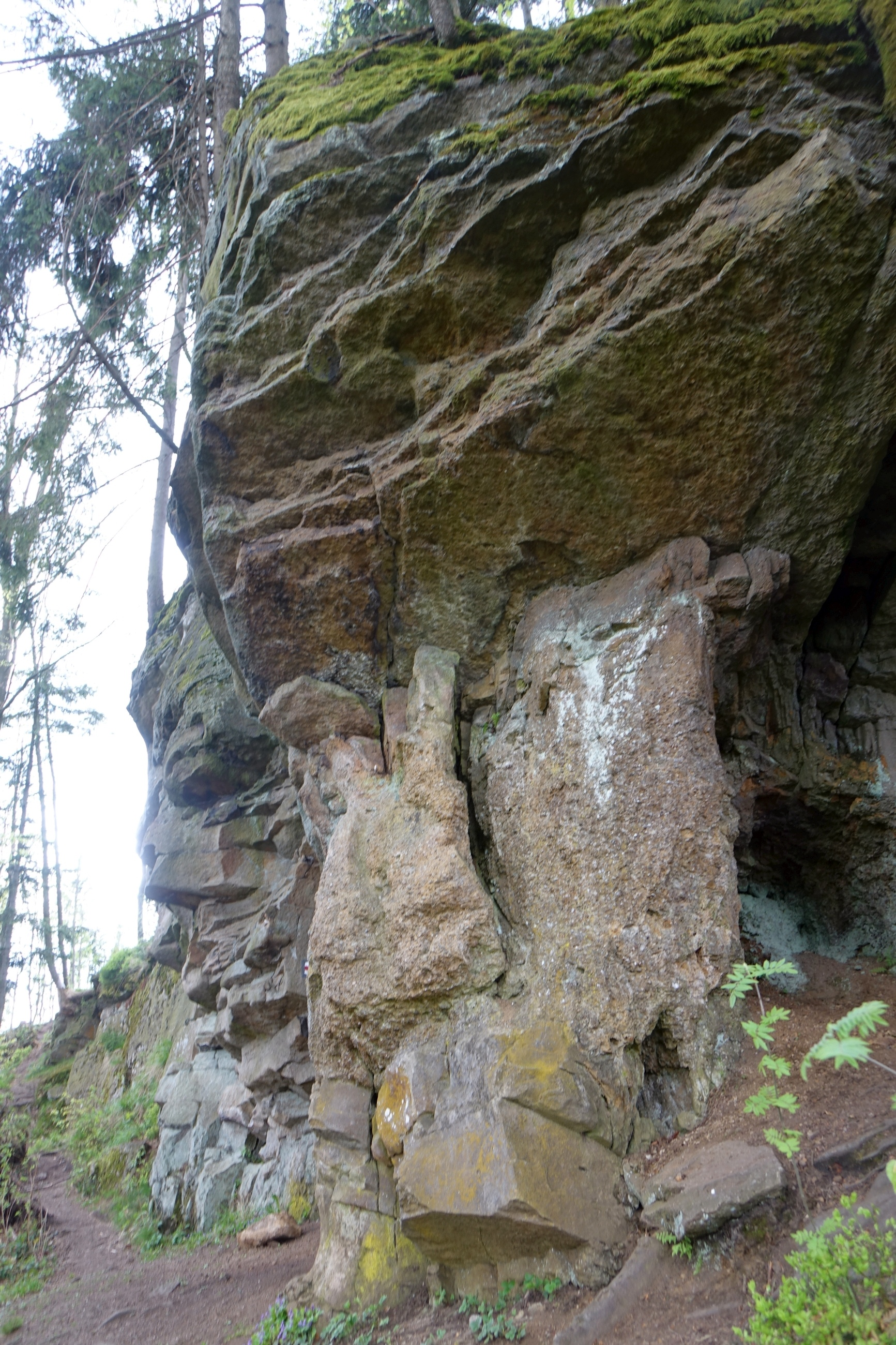
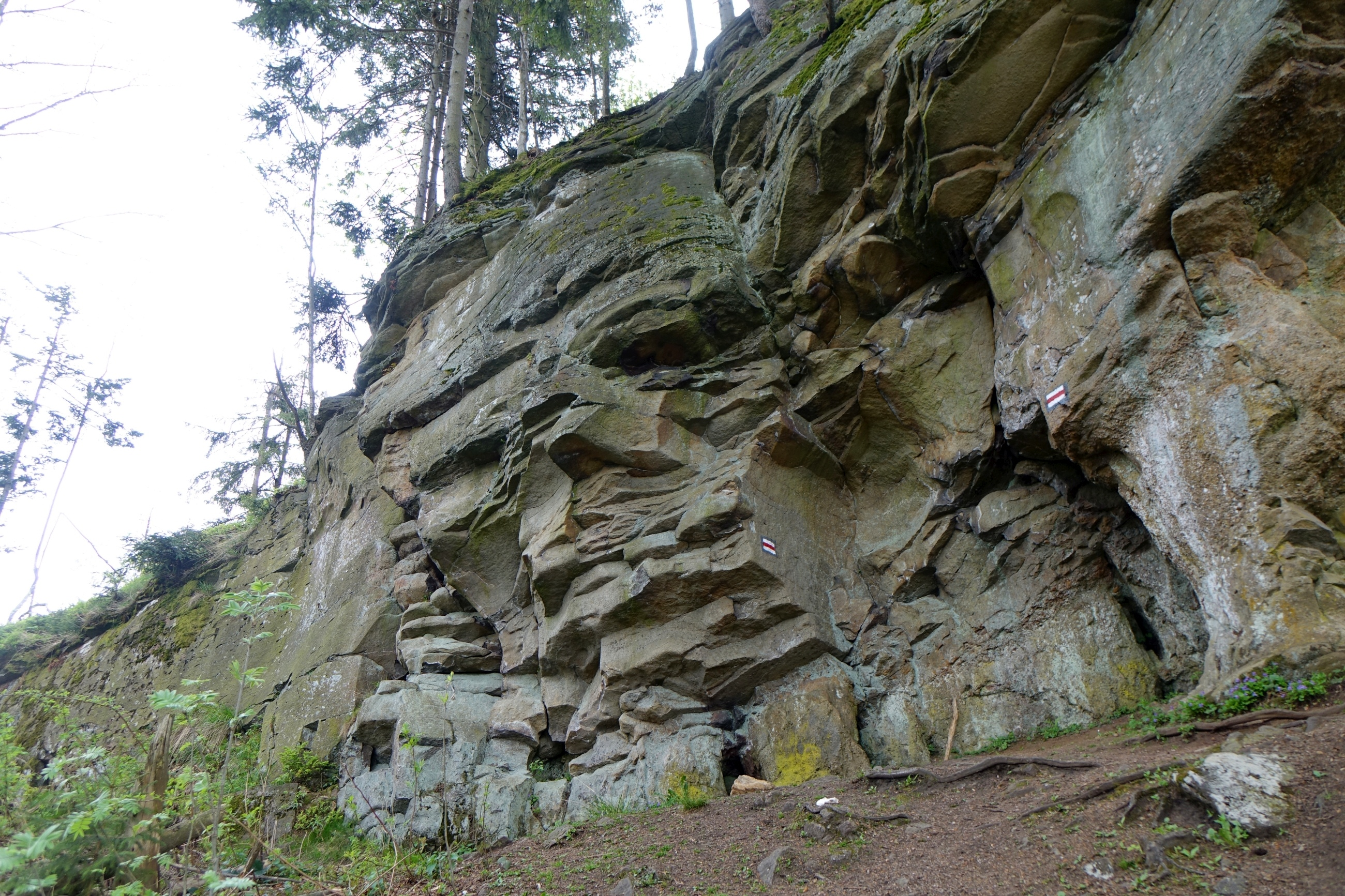
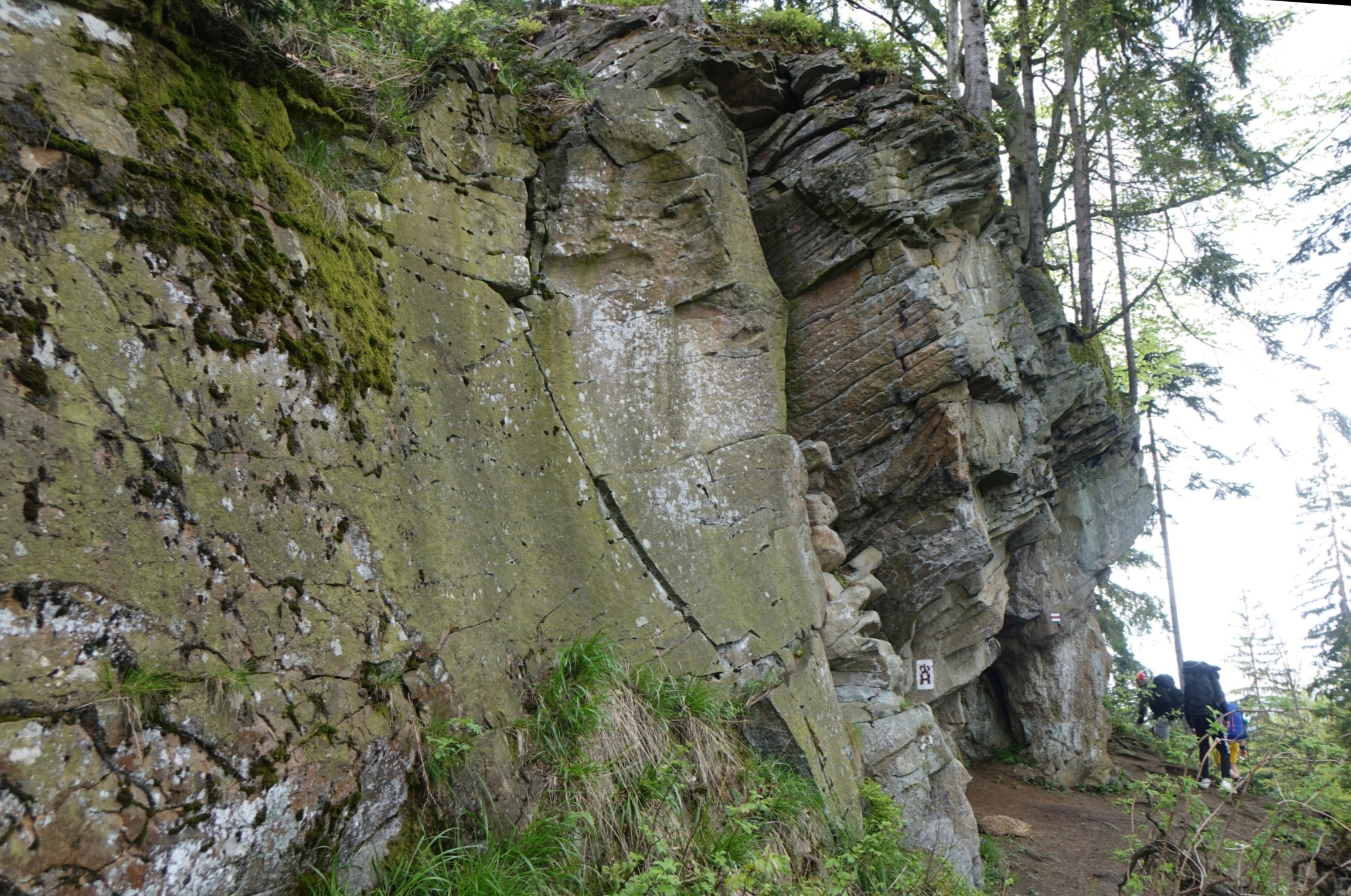

## Wspinaczka skalna
Na Dorkowej Skale poprowadzono 12 dróg wspinaczkowych o trudności od III do VI.1 w skali polskiej, w większości na wędkę. Mają wysokość 6–8 m. Kilka dróg jest przewieszonych. Grzegorz Rettinger pisał o nich: Można próbować atakować je z kraszem, jednak odstrasza wysokość i wieczne zaglonienie połogich fragmentów.

1. Rozgrzewkowa; IV
2. Gumiś; V
3. Deszczowy kominek; IV
4. Mac Gyver Forever; VI
5. Wakacyjne co nieco; VI
6. Viva Las Vegas; VI.1
7. Jak żyje jak; VI
8. Zacięcie z kominem; VI.1
9. Randka w ciemno; VI.1
10. Prawy komin; III
11. Opowieść z krypty; VI[5].

## Szlaki turystyczne
Od czasu przeniesienia Głównego Szlaku Beskidzkiego z drogi biegnącej z przełęczy Szarcula na Stecówkę na grzbiet Szarculi, szlak czerwony przebiega tuż obok skał wychodni.
 odcinek: Kubalonka – Szarcula – Dorkowa Skała – Schronisko turystyczne na Stecówce – Schronisko PTTK Przysłop pod Baranią Górą. Odległość 8,4 km, suma podejść 300 m, czas przejścia 2:30 godz.